# Santuario di Nostra Signora di Bonu Ighinu
Il santuario di Nostra Signora di Bonu Ighinu (anche Nostra Signora di Bonuighinu o di Bonvehì) è una chiesa campestre, situata nel territorio del comune di Mara, a poca distanza dai ruderi del castello di Bonvehì. Il santuario è dedicato all'Addolorata, in onore della quale si tiene l'annuale festa, la terza domenica di settembre, preceduta da una novena.
Secondo una leggenda, la chiesa venne eretta sul luogo dove la Madonna sarebbe apparsa, per chiedere agli abitanti di Mara e dei vicini villaggi, in perenne conflitto tra loro, di ristabilire le regole di bonu ighinau, del buon vicinato. Da qui il titolo, in lingua sarda, di Bonu Ighinu, ovvero "buon vicino".

## Storia e descrizione
Le origini del santuario si fanno risalire al XVII secolo, probabilmente in seguito all'ampliamento di una preesistente chiesa, forse parrocchiale di un villaggio medievale oggi scomparso. Notizie certe si hanno a partire dal 1797 quando l'edificio venne ampliato e restaurato, assumendo l'aspetto attuale; in questa fase la chiesa venne dotata della fastosa facciata in stile barocco.
L'area dove sorge la chiesa è cinta dalle caratteristiche cumbessias, gli alloggi dove anticamente trovavano ricovero i pellegrini. La monumentale facciata del tempio, ornata da colonnine scolpite e coronata da un fastigio curvilineo, è preceduta da una scalinata, che conduce al sagrato terrazzato.
L'interno del santuario è semplice, a pianta a croce latina, a navata unica coperta da una volta a botte, una cappella su ciascun lato e abside quadrangolare. L'altare maggiore, in stile barocco, è in legno scolpito e dipinto; qui, in una grande nicchia, è custodita la statua lignea della Madonna, titolare del santuario, la cui veste è ornata da ex voto. Sono in legno scolpito anche il coro e i due altari in stile barocco situati nelle cappelle laterali. È uno dei rari esempi di costruzione barocca in Sardegna.

## Galleria d'immagini

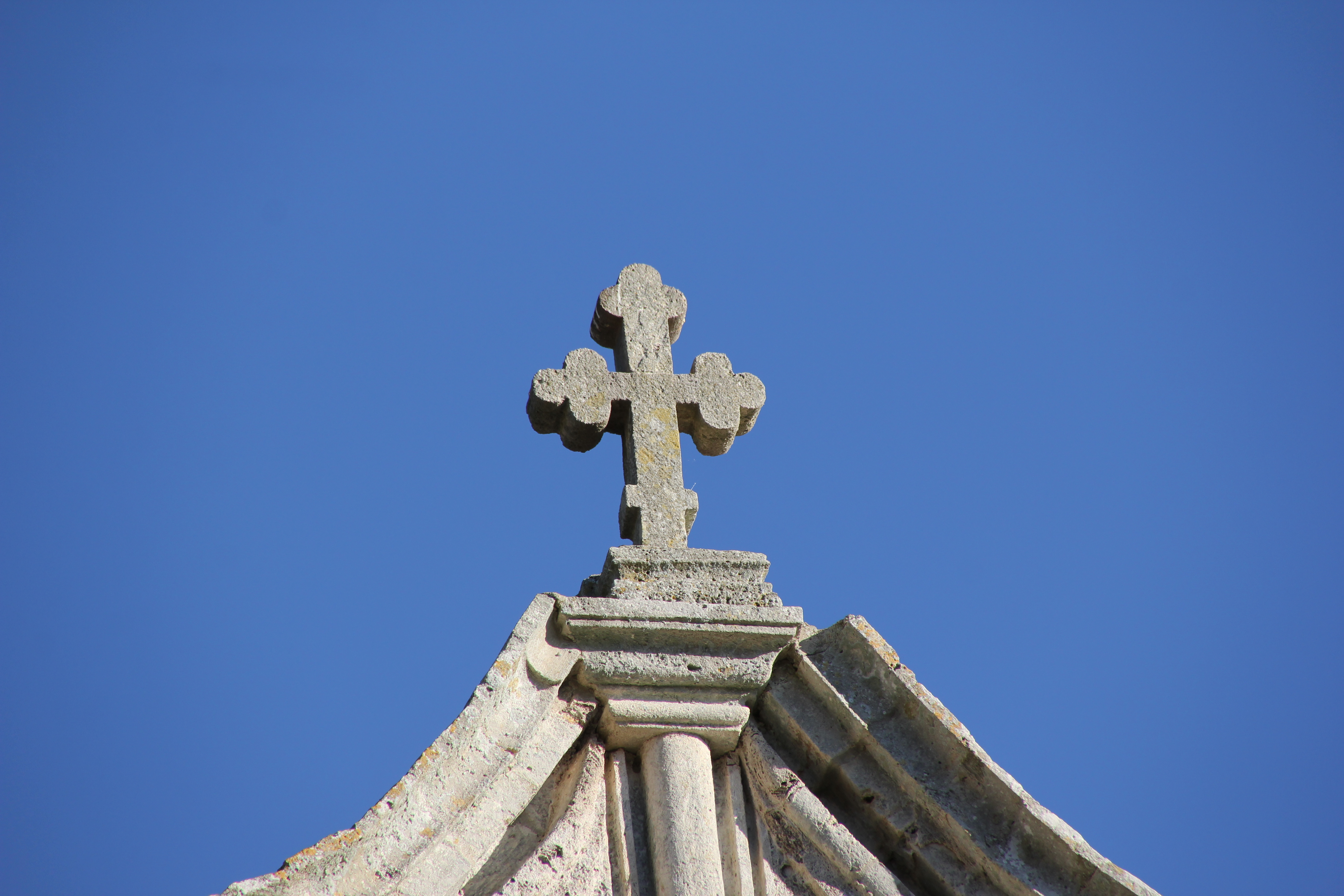
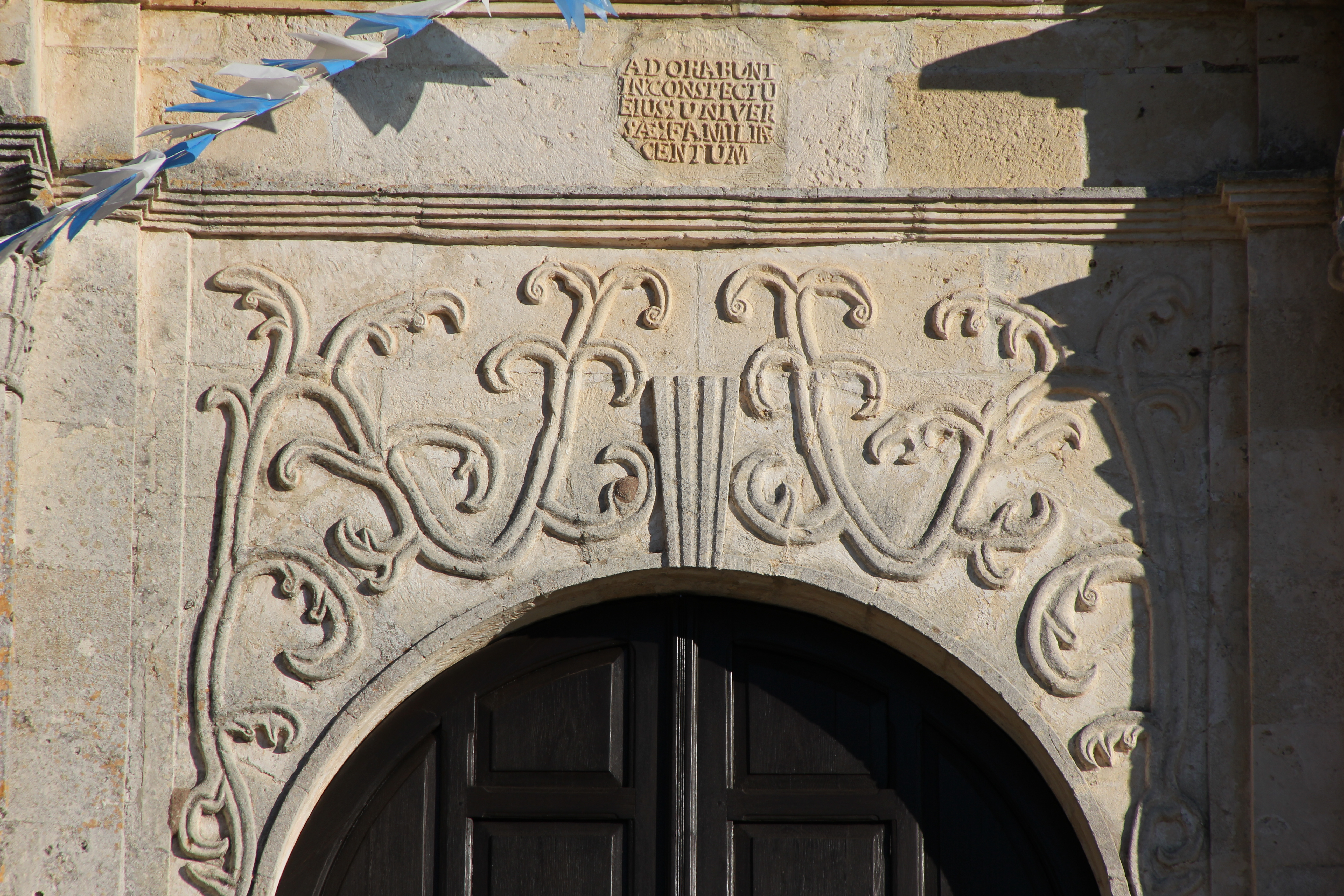
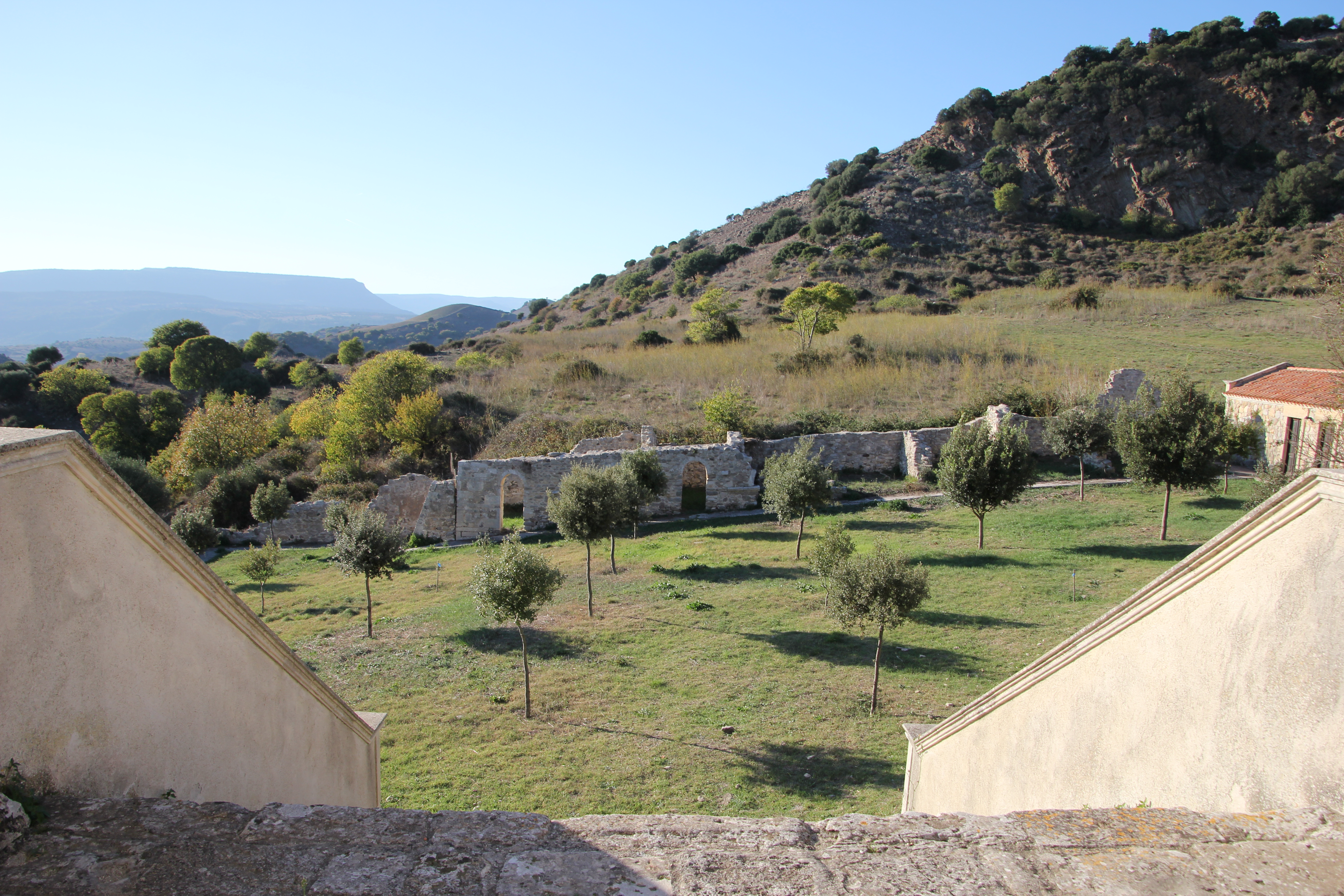
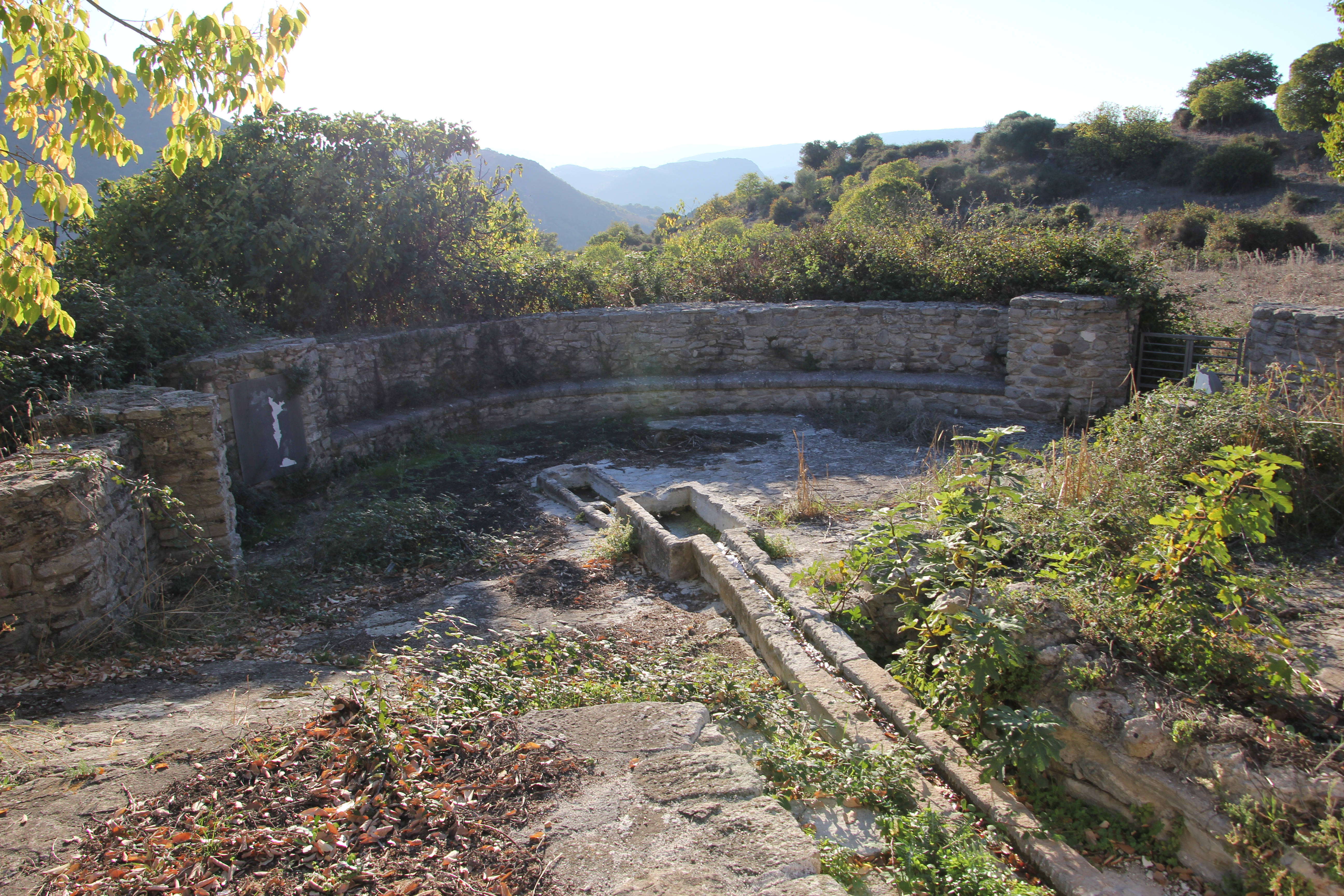